# Filip Bradarić
Filip Bradarić (Split, 1992. január 11. –) világbajnoki ezüstérmes horvát válogatott labdarúgó, a Zrinjski Mostar játékosa.

## Pályafutása

### Klubcsapatban
A Hajduk Split utánpótlás csapataiban nevelkedett. A felnőttekhez először 2011-ben került, de rögtön kölcsönadták a harmadosztályú NK Primoracnak, ahol két szezont töltött. 2013 nyarán visszatért és csatlakozott a Hajduk első keretéhez, ahol a korábbi válogatott hátvéd Igor Tudor alatt mutatkozott be a horvát bajnokságban. Első mérkőzését 2013. július 13-án játszotta, ekkor a 73. percben csereként állt be. A találkozót 5–1 arányban megnyerték az NK Zadar csapata ellen.
2015 február 3-án három és fél évre aláírt az HNK Rijekahoz. 2018. augusztus 3-án ötévre szerződtette az olasz Cagliari. 2019. szeptember 2-án kölcsönbe került a nevelő klubjához. 2020. január 24-én a spanyol Celta Vigo csapata szerződtette kölcsönben. Október 24-én a szaúdi el-Ajn csapatába távozott kölcsönbe. 2021. július 30-án az el-Áhlí szerződtette. 2023. augusztus 4-én a Zrinjski Mostar két szezonra szerződtette.

### A válogatottban
2014-ben 3 alkalommal lépett pályára a horvát U21-es válogatottban. A horvát válogatottban 2016. november 15-én mutatkozhatott be egy Észak-Írország elleni barátságos mérkőzésen. Nevezték a 2018-as világbajnokságon részt vevő válogatott 23-as keretébe.

## Sikerei, díjai
HNK Rijeka
- Horvát bajnok (1): 2016–17
- Horvát kupa (1): 2016–17

## Külső hivatkozások
- Filip Bradarić adatlapja a National-Football-Teams.com oldalon (angolul)

- Dominik Livaković (horvát nyelven). hns-cff.hr (HNS)
- Dominik Livaković (angol nyelven). soccerway.com
- Dominik Livaković (angol nyelven). transfermarkt.com